# Dobroselica
Dobroselica es un pueblo ubicado en la municipalidad de Rekovac, en el distrito de Pomoravlje, Serbia.

## Superficie
Posee una superficie de 9,091 kilómetros cuadrados.

## Demografía
Hasta 2011 la población era de 16 habitantes, con una densidad de población de 1,760 habitantes por kilómetro cuadrado.